# Avelino Gutiérrez
Avelino Gutiérrez fue un médico de origen español del siglo XX que desarrolló una importante actividad profesional en Argentina y apoyó la cultura y educación española.

## Biografía
Avelino Práxedes Gutiérrez nació en 1864 en San Pedro de Soba, Cantabria, España, hijo de Carlos Nicolás Gutiérrez Zorrilla de San Martín y de Manuela María Magdalena Fernández Cano.
Tras completar sus estudios preparatorios en su tierra natal emigró a la República Argentina donde ingresó a la Facultad de Medicina de la Universidad de Buenos Aires. Estudiante destacado, en 1885 fue nombrado ayudante de cátedra y se graduó en 1890 con medalla de oro al mejor estudiante de su curso.
El 22 de mayo de ese año casó con Rita Gutiérrez Sáenz Peña, hija adoptiva de Vicente Gutiérrez y Avelina Sáenz Peña.
Tras integrar el servicio de cirugía de la sala de mujeres del Hospital Álvarez, donde hacía en 1896 la primera gastroenterostomía con éxito en el país, Juan B. Justo a su regreso de Europa en 1897 lo incorporó como su colaborador en la cirugía de niños en el Hospital San Roque, actual Hospital Ramos Mejía. Gutiérrez dedicaría con el tiempo un ensayo en homenaje a la obra quirúrgica de su maestro. A partir de 1905 pasó al Hospital Español de Buenos Aires, primero como cirujano y luego como director. 
Fue catedrático de Clínica quirúrgica en la Facultad de Medicina y aportó a la renovación de la enseñanza haciendo hincapié en la práctica.
El 19 de mayo de 1912 Gutiérrez creó una «Institución Cultural Española» y efectuó una primera donación de 12.000 pesetas a la Junta para Ampliación de Estudios e Investigaciones Científicas de España «en memoria y honor de los profesores españoles Menéndez Pelayo y Ramón y Cajal» para sostener a tres pensiones de 4.000 pesetas cada una para que tres españoles pudiesen ampliar estudios en el extranjero durante un año, iniciativa que mereció que el rey Alfonso XIII de España lo agradeciese oficialmente el 19 de octubre de ese año.
En 1913 Gutiérrez repitió su donación motivando una nueva nota del gobierno español expresando «la gratitud debida a quien de tal modo demuestra su amor a la Patria española y tan eficazmente contribuye al desenvolvimiento de la cultura nacional, ayudando a que los pensionados propuestos por la Junta para ampliación de estudios e investigaciones científicas puedan continuar adquiriendo aquellos conocimientos que tan útiles han de ser para el fomento de los intereses españoles.»
Avelino Gutiérrez continuó apoyando la actividad de la Junta para Ampliación de Estudios ya que consta en 1919 el agradecimiento real por la donación de 1.445 libras esterlinas.
Dicho mecenazgo excedía dicha beca. Santiago Ramón y Cajal recordaría también que tras el Premio Nobel «los compatriotas médicos de la República Argentina (...) resueltos a que sus nobles sentimientos cristalizaran en algo útil y permanente, acordaron imprimir a su costa un libro nuestro necesitado de publicación». Esa voluminosa obra sobre la Degeneración y regeneración del sistema nervioso, publicada en dos tomos con 317 grabados, estaba precedida por una «entusiasta y sentida dedicatoria probablemente escrita por el sabio médico y ardoroso patriota Dr. D. Avelino Gutiérrez, profesor de la Universidad de Buenos Aires».
La Institución Cultural Española comenzó en 1914 a invitar a profesores españoles para impartir cátedras y cursos en la Argentina a través de la Junta para Ampliación de Estudios: Ramón Menéndez Pidal (1914), José Ortega y Gasset (1916), Julio Rey Pastor, Augusto Pí y Suñer, Blas Cabrera, Eugenio D'Ors, Manuel Gómez-Moreno, Gonzalo Rodríguez Lafora, Esteban Terradas, Luis Jiménez de Asúa, Américo Castro, Luis de Olariaga, Pío del Río Hortega, María de Maeztu, Gustavo Pittaluga, Andrés Ovejero, Lorenzo Luzuriaga, Amado Alonso, Enrique Moles, Pedro Sainz Rodríguez, Luis Recaséns, Roberto Novoa Santos, Claudio Sánchez Albornoz, Manuel García Morente, Salvador de Madariaga, Francisco Ayala, Gregorio Marañón, etc.
En el marco de ese programa la Institución Cultural Española invitó en 1917 al destacado matemático y profesor de Análisis Matemático de la Universidad Central Julio Rey Pastor a dictar en Argentina un curso sobre El organismo de la matemática moderna. 
Rey Pastor entabló relaciones con Rita Gutiérrez, hija de Avelino Gutiérrez, con quien contrajo matrimonio en diciembre de 1921, acabando el resto de su vida estrechamente vinculado a la Argentina.
En 1920 Gutiérrez viajó a España, donde tras dar «varias conferencias, cursillos, en la Facultad de San Carlos» fue homenajeado por el rector de la Universidad Central José Rodríguez Carracido y los profesores de la alta casa de estudios demostrando «cómo aquí se le admira en su ciencia y se le aplaude sin reservas. Los méritos y las glorias de América son para nosotros como propios, pues es la Raza la que triunfa.»
Al comunicar el ministro de Instrucción pública Natalio Rivas al rey «la llegada del eminente médico doctor Gutiérrez, el gran científico de Buenos Aires, nuestro compatriota» Alfonso lo instruyó para «otorgar a ese insigne español todos los honores, todos los homenajes que le corresponden».
Un decreto real del 6 de febrero de 1920 autorizaba a la Universidad Complutense de Madrid a otorgar el título de Doctor honoris causae a quienes prestaran servicios eminentes a la cultura pública y el 2 de marzo de ese año Avelino Gutiérrez se convertía en el primero en recibir tal homenaje en una universidad española.
Así, «bajo la presidencia del doctor Carracido, de los decanos de las Facultades y del encargado de Negocios de la Argentina, Sr. Levillier (...) se verificó en el salón rectoral de la Universidad el muy solemne de investir como doctor Honoris causa al profesor de la Universidad de Buenos Aires D. Avelino Gutiérrez, persona de grandes merecimientos que, como hombre de ciencia, ha realizado una relevante labor al frente de la Asociación Cultural Española, de la capital bonaerense.»
Avelino Gutiérrez donó también 25.000 pesetas al nuevo Instituto Nacional de Física y Química que fue inaugurado el 6 de febrero de 1932.
En 1926 hizo defensa del concepto «hispanidad» en un sentido político y cultural a través de una Carta abierta a D.José María Salaverría, quien había cuestionado su artículo anterior Panamericanismo, latinoamericanismo e hispanoamericanismo, publicado en El Sol de Madrid. Allí hacía lo que llamaba su "profesión de fe": «Yo no soy internacionalista más que en aquellos principios universales de libertad, justicia, fraternidad y humanidad; fuera de eso, soy nacionalista y racialista –entendiendo por raza la que viene de nuestros ascendientes directos, la que tiene más sangre hispana(...) Pensando en el porvenir de España, soy nacionalista y racialista; es decir, español e hispanoamericano. Lo primero no tiene nada de particular, reconociendo como reconozco que soy hechura de la historia de España. Lo segundo ya es más extraño; pero tampoco lo es tanto, pues América deriva de España y es también de nuestra familia. Al declararme nacionalista, me confieso egoísta, y al declararme racialista, lo mismo. Anhelo ansiadamente el adelanto de España; la quiero ver marchar a la cabeza del progreso, cumpliendo con todos los ideales universales o internacionales, y dando pautas a la civilización y a la cultura. Tengo fe firme en este progreso, y la tengo, en parte, por la España misma, y, en gran parte por la raza que ella ha creado. De este mi modo de pensar ha nacido el pensamiento de la Institución Cultural Española, institución a doble efecto, español y argentino.»
El planteo era cuestionado por Salaverría sobre todo por oportunidad, en momentos en que «toda Europa está hoy encendida en llamas nacionalistas, y que los patriotismos de por ahí adquieren la categoría de la furia».
La Enciclopedia universal ilustrada europeo-americana diría de él que «Gutiérrez es una de las figuras más prestigiosas de la ciencia hispanoamericana y se distingue, además, por su acendrado patriotismo, que dicta todos sus actos. Ha sido el iniciador de la Institución Cultural Española de Buenos Aires, Montevideo y Rosario, institución que sostiene una cátedra de cultura española en las Universidades de las dos primeras capitales, y a su iniciativa se debe también la cátedra de investigaciones científicas en España que lleva el nombre de Ramón y Cajal y es sostenida por la colonia española de la capital argentina. Como operador goza de fama universal y como profesor ha formado numerosos y notables alumnos. En 1920 hizo un viaje a España y dio importantes conferencias en las Facultades de Madrid y Barcelona, siendo nombrado doctor honoris causa por la primera.».
En 1944 la Sociedad Argentina de Cirugía lo designó "Cirujano Maestro" por su labor docente. Fue también miembro de la Academia Nacional de Medicina (Argentina). Entre otros ensayos escribió Un plan de reforma a la enseñanza de anatomía y la Enseñanza de la anatomía antropomórfica.
Falleció en 1946 en la ciudad de Buenos Aires.
La Academia Nacional de Medicina de Argentina entrega cada dos años un Premio Avelino Gutiérrez, y algunas escuelas de anatomía denominan Triángulo de Avelino Gutiérrez al triángulo húmerotricipi.
La ciudad de Santander le dedicó una calle